# 小行星3581
小行星3581（3581 Alvarez）是一颗绕太阳运转的小行星，为火星轨道穿越小行星。该小行星于1985年4月23日发现。

## 轨道参数
小行星3581的轨道半长轴为2.7704369 AU，离心率为0.409。